# John Leech (tecknare)

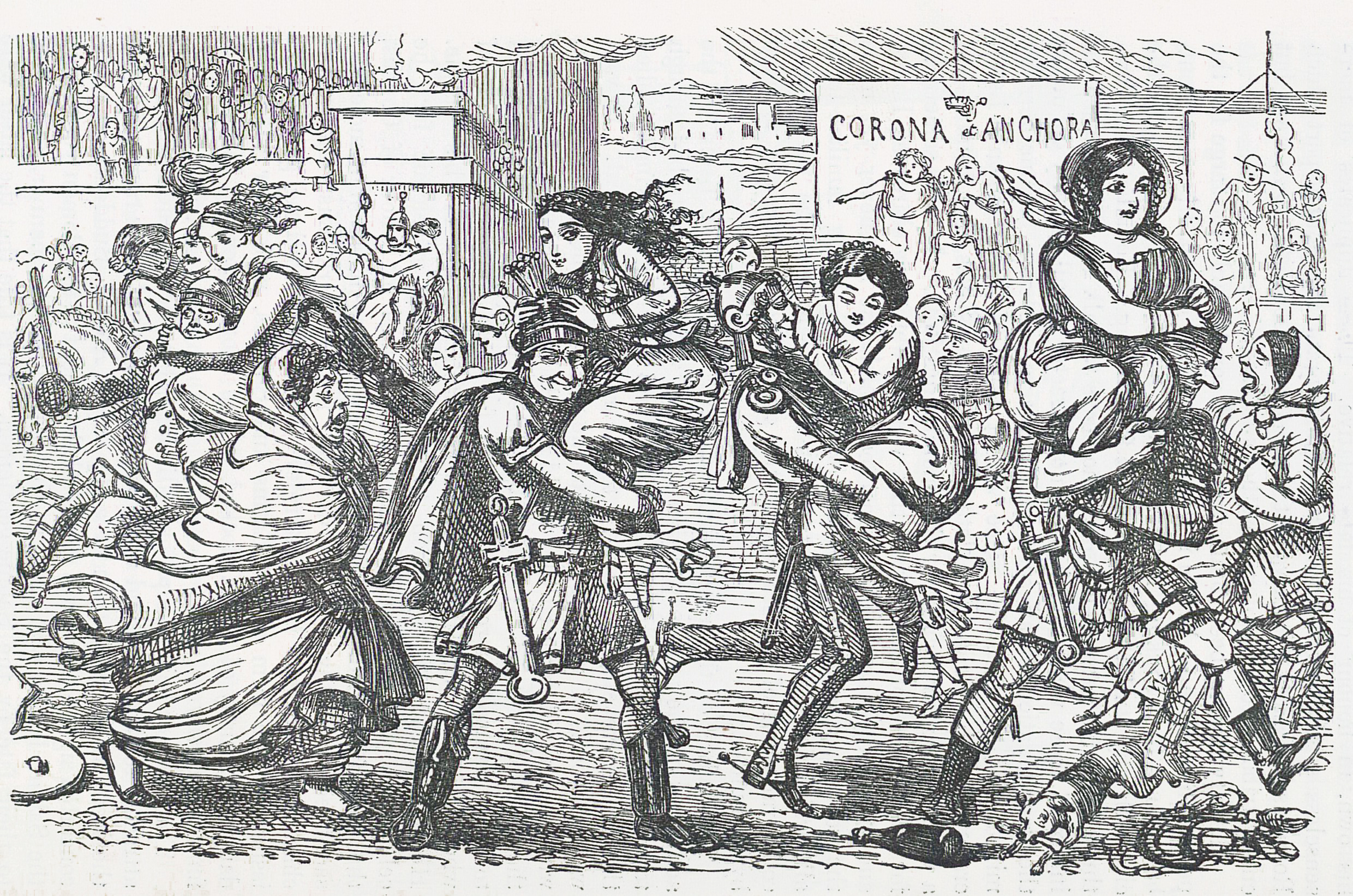
Sabinskornas bortrövande av John Leech.

John Leech, född 29 augusti 1817 i London, död där 29 oktober 1864, var en brittisk konstnär och satiriker. 
Leech var i mitten av 1800-talet en populär illustratör på den satiriska tidningen "Punch" och en av de mest populära i hela England. Han utförde omkring 3 000 bilder för tidningen och illustrerade ett 50-tal böcker. Hans huvudområden var dels politiken, dels det dagliga livet i London. Napoleon III var ofta föremål för hans satir, som gärna gick ut över fransmännen. Han satiriserade bland annat olika arter av snobberi, modegalenskap och sport. Hans teckningar av brådmogna barn blev särskilt berömda.
Leech är även känd för att han var den förste att illustrera Charles Dickens novell "En julsaga" från 1843.